# Советский сельсовет (Курганская область)
Сове́тский сельсове́т — упразднённые административно-территориальная единица и муниципальное образование со статусом сельского поселения в составе Куртамышского района Курганской области России. 
Административный центр — село Советское.
Законом Курганской области от 12 мая 2021 года № 48 к 24 мая 2021 года упразднён в связи с преобразованием муниципального района в муниципальный округ.

## История
В соответствии с Законом Курганской области от 6 июля 2004 года № 419 сельсовет наделён статусом сельского поселения.
Законом Курганской области от 25 октября 2017 года N 95, в состав Советского сельсовета были включены все три населённых пункта упразднённого Угловского сельсовета.

## Население
| 1989  | 2002  | 2010  | 2012  | 2013  | 2014  | 2015  |
| ----- | ----- | ----- | ----- | ----- | ----- | ----- |
| 1940  | ↘1822 | ↘1385 | ↘1339 | ↗1402 | ↘1376 | ↗1383 |
| 2016  | 2017  | 2018  | 2019  | 2020  |       |       |
| ↘1368 | ↘1327 | ↘1294 | ↗1360 | ↘1336 |       |       |

## Состав сельского поселения
| № | Населённый пункт | Тип населённого пункта       | Население |
| - | ---------------- | ---------------------------- | --------- |
| 1 | Добровольное     | деревня                      | ↘112      |
| 2 | Коминтерн        | деревня                      | ↘103      |
| 3 | Красная Звезда   | деревня                      | ↘68       |
| 4 | Рясово           | деревня                      | ↘6        |
| 5 | Советское        | село, административный центр | ↘1096     |
| 6 | Борок            | деревня                      | ↘70       |
| 7 | Новоникольская   | деревня                      | ↘7        |
| 8 | Угловое          | село                         | ↘96       |